# Lötschental
Het Lötschental is een bergdal in het Zwitserland, in het kanton Wallis. Het Lötschental komt uit in het Rhônedal. Het hoogste punt van het dal is de Lötschenlücke (3170 m). Vandaar gaat het dal in zuidwestelijke richting naar beneden. Het begint met de Langgletsjer, waarvan het smeltwater het begin vormt van de rivier de Lonza. Het deel daarna is ruim met veel natuur, maar wordt bij het dorp Blatten bedekt door het puin van de gletsjerlawine van mei 2025.
Na Ferden maakt het dal een knik naar het zuiden, naar het Rhônedal. Dat deel van het dal is smaller met minder begroeiing. Het Lötschental valt voor een deel onder de Jungfrau-Aletsch, dat is een gebied dat op de werelderfgoedlijst van de UNESCO staat.
Het hoger gelegen deel grenst aan het Berner Oberland. Dat is ten noordwesten van het dal en in de omgeving van het Lötschenlücke. Ten zuiden van het Lötschental, tussen het Lötschental en het Rhônedal staat de Bietschhorn (3934 m). Het dal is nog redelijk ongerept en een ideaal wandeldal, bijvoorbeeld naar de Hollandiahütte op de Lötschenlücke of naar de Petersgrat in het noorden. Naar het westen liggen de passen richting Leukerbad.
In het Lötschental liggen de volgende grotere dorpen: Goppenstein, Ferden, Kippel, Wiler en Blatten. Bij Goppenstein begint de Lötschbergtunnel naar Kandersteg, aan de andere kant, in het Berner Oberland. Diep onder het Lötschental door, 500 meter lager dan de Lötschbergtunnel, verbindt de nieuwe Lötschberg-basistunnel Frutigen met het Rhônedal.
De kleinere gemeenschappen in het Lötschental zijn Ried, Fafleralp, Tellialp, Weritzalp, Lauchernalp, met een skigebied, Hockenalp, Kummenalp, Restialp en Faldumalp. Het dal wordt Das Tal der Täler genoemd, het Dal der Dalen.
In de 20e eeuw werd de etnologie van het Lötschental beschreven door Hedwig Anneler.

## Externe link

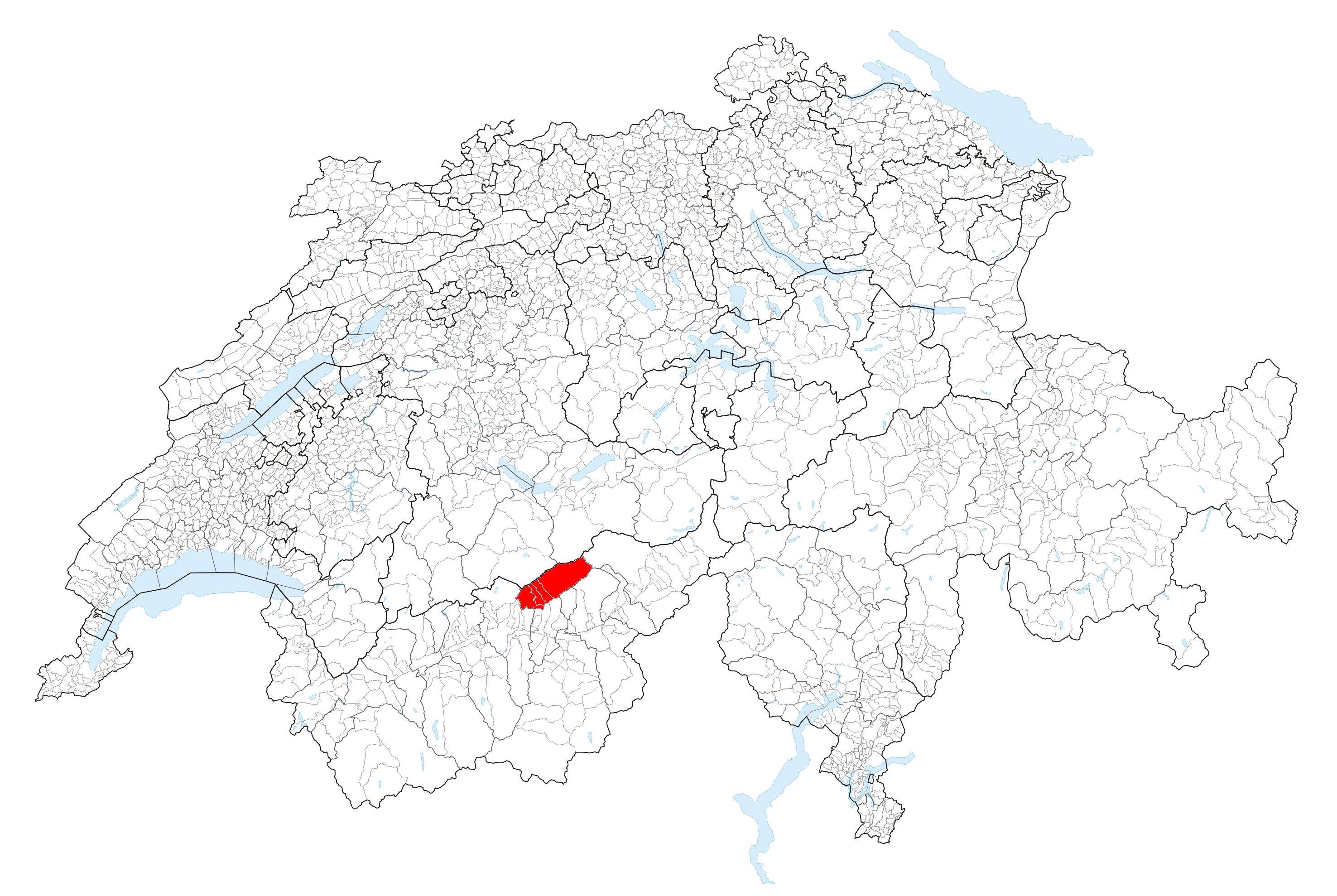
Het Lötschental in Zwitserland